# Jugoton
Jugoton a fost cea mai mare casă de discuri și cea mai mare rețea de magazine de înregistrări muzicale din fosta Republică Federală Socialistă Iugoslavia. A avut sediul în Zagreb, Republica Socialistă Croația. 

## Istorie
Casa de discuri Jugoton a fost fondată la 10 iulie 1947 . Este notabilă pentru lansarea unora dintre cele mai importante înregistrări iugoslave de muzică pop și rock. În plus, compania a avut o rețea larg răspândită de magazine de discuri în RFS Iugoslavia. 
După ce a început procesul de destrămare a Iugoslaviei, compania și-a schimbat numele în Croatia Records în 1991.

## Artiști
Cu Jugoton au semnat numeroase foste mari vede ale muzicii pop și rock iugoslave. Unii dintre artiștii care au semnat cu casa de discuri Jugoton sunt:
| - Aerodrom - Silvana Armenulić - Ansambel bratov Avsenik - Azra - Đorđe Balašević - Beograd - Halid Bešlić - Bezobrazno Zeleno - Bijelo Dugme - Borghesia - Bulevar - Cacadou Look - Crni Biseri - Crvena Jabuka - Zdravko Čolić - Dah - Daltoni - Dʼ Boys - Devil Doll - Divlje Jagode - Dorian Gray - Dubrovački trubaduri - Dino Dvornik - Električni Orgazam - Film - Garavi Sokak - Griva - Grupa 220 - Hari Mata Hari - Idoli - Indexi - Miki Jevremović - Ibrica Jusić - Tereza Kesovija - Kontraritam - Korni Grupa - Laboratorija Zvuka - Laki Pingvini - Leb i Sol | - Josipa Lisac - Oliver Mandić - Đorđe Marjanović - Srđan Marjanović - Seid Memić - Slađana Milošević - Zana Nimani - Haustor - Opus - Osmi Putnik - Parni Valjak - Partibrejkers - Pekinška Patka - Petar i Zli Vuci - Plavi Orkestar - Prljavo Kazalište - Profili Profili - Rani Mraz - Riblja Čorba - Rokeri s Moravu - Sanjalice - September - Slomljena Stakla - Ivica Šerfezi - Srebrna Krila - S Vremena Na Vreme - Šarlo Akrobata - Tajči - Time - Neda Ukraden - U Škripcu - YU grupa - Zabranjeno Pušenje - Zana - Zlatni Dečaci - Zlatni Prsti |

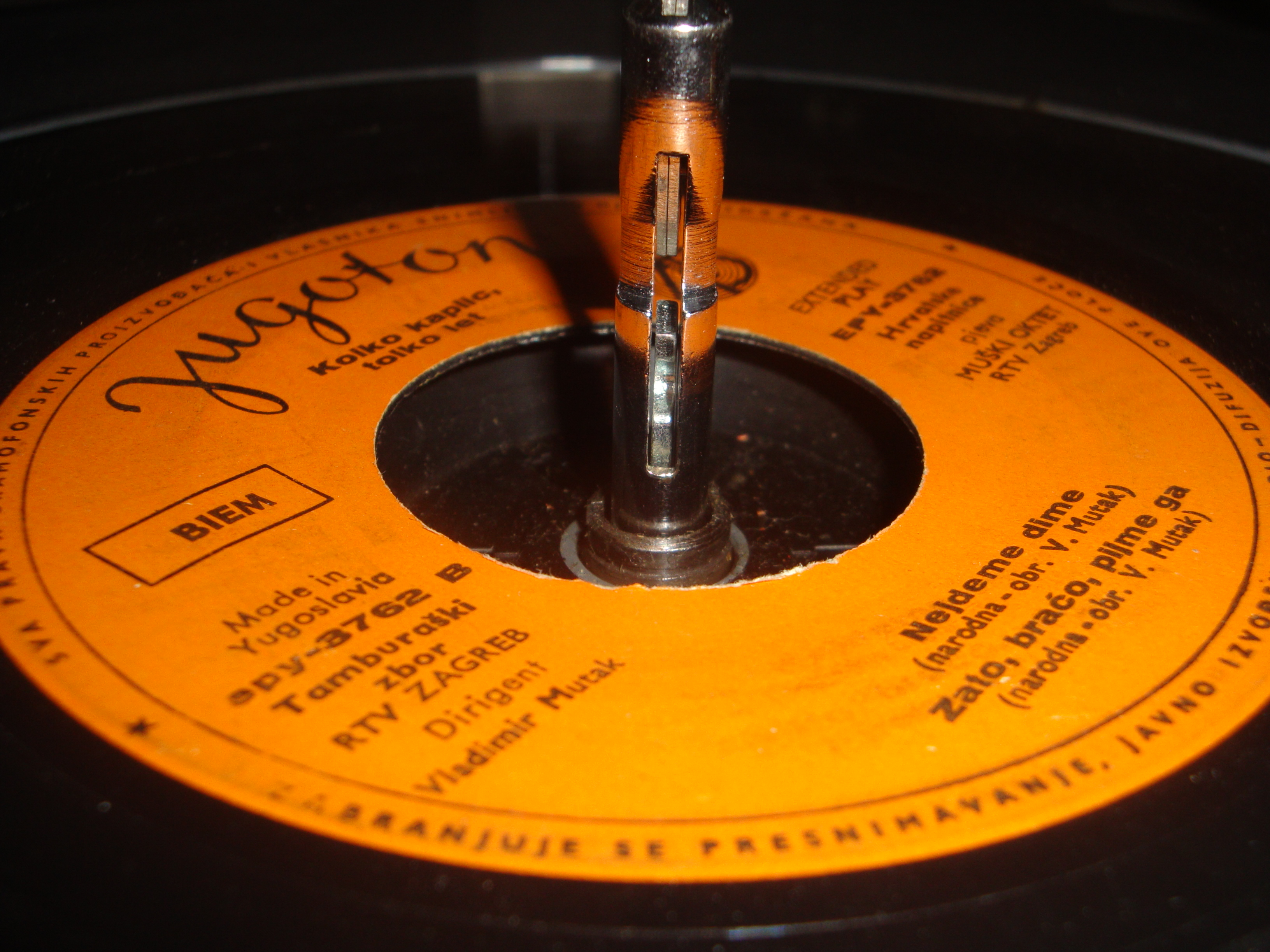
Un disc Jugoton.

Jugoton a lansat, de asemenea, influentul album de compilație Paket aranžman. Mulți artiști care au reprezentat Iugoslavia la Concursul Muzical Eurovision au semnat cu casa de discuri Jugoton, inclusiv câștigătorii din concursului din 1989,  formația muzicală Riva . 
La fel ca și alte foste case de discuri iugoslave, Jugoton a avut și o licență pentru lansarea unor titluri străine pe piața iugoslavă, inclusiv vedete internaționale notabile de muzică de consum, precum: Rick Astley, The Beatles, David Bowie, Kate Bush, Deep Purple, Eurythmics, Iron Maiden, Kraftwerk, John Lennon, Madonna, Gary Moore, Mötley Crüe, Elvis Presley, Pink Floyd, Public Image Limited, Queen, The Rolling Stones, Scorpions, U2, Whitesnake, Kim Wilde și alții.

## Concurență
Alte case importante de discuri din fosta Republică Federală Socialistă a Iugoslaviei au fost: PGP-RTB și Jugodisk din Belgrad; Suzy din Zagreb; Diskoton din Sarajevo; ZKP RTLJ din Ljubljana; Sarajevo Disk din Sarajevo și alții. 

## Moștenire

### Iugo-nostalgia

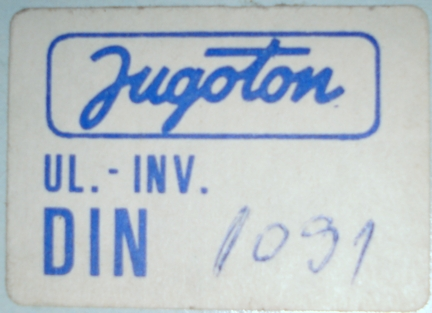
Autocolant din anii 1980 de prețuri cu sigla companiei Jugoton. Prețul este în dinari iugoslavi

Jugoton, ca parte importantă a fostei culturi iugoslave, este unul dintre subiecții Iugo-nostalgiei. 
Fostul magazin de discuri Jugoton situat în principalul centru comercial din Skopje (Gradski Trgovski Centar), capitala Macedoniei de Nord, funcționează în continuare sub același nume gestionat de casa de discuri macedoneană Lithium Records.
Un exemplu de alt tip este stația de radio și de televiziune online, denumită Jugoton, care operează în diaspora iugoslavă din Viena, Austria. Stația Jugoton difuzează muzică din fosta Iugoslavie, dar și din toate țările contemporane foste iugoslave, inclusiv melodii pop, rock și muzică populară. Cu toate acestea, nu are nicio legătură formală cu casa de discuri Jugoton și nu toți artiștii iugoslavi care apar în programul său nu au semnat vreun contract cu casa de discuri Jugoton. 

### Yugoton
Yugoton este un album  polonez ca un omagiu adus fostei scene rock iugoslave. A fost lansat în 2001. Titlul său este o referire și o recunoaștere a casei de discuri Jugoton. 